# Naomichi Ueda
Naomichi Ueda (jap. 植田 直通 Ueda Naomichi; ur. 24 października 1994 w Uto) – japoński piłkarz.

## Kariera klubowa
Od 2013 roku gra w zespole Kashima Antlers.

## Kariera reprezentacyjna
Został powołany do kadry na Igrzyska Olimpijskie 2016.